# 廣陵縣
廣陵縣，中国旧县名，始建制于秦朝，在今天江苏省扬州市和安徽省天长市附近。

## 历史
秦王政二十四年(前223)，秦灭楚，始置广陵县。秦始皇二十六年(前221)立九江郡，广陵县属之，后属东海郡。项楚时置东阳郡，广陵县属之。汉高祖六年(前201)，封刘贾为荆王。高祖十二年，改荆国为吴国，封刘濞为吴王，都于广陵。景帝前元三年(前154)，刘濞举兵反叛朝廷，兵败被杀。景帝改吴国为江都国，封刘非为江都王，广陵县均属之并为国都。
三国时，广陵县废。西晋太康元年(280)，复置广陵县，建兴元年(313)，广陵郡还治广陵。永嘉之乱后，广陵县为侨置青州治所。东晋太宁三年（325），兖州也侨置于广陵。晋成帝时，兖州改称南兖州，治所还于京口。义熙八年(412)，东晋收复青州旧地，在东阳城(今山东省益都县北)复置青州，而称侨置于广陵者为南青州。
南朝宋永初元年(420)，撤南青州并入南兖州，侨置在广陵郡的原青州各侨郡侨县改属南兖州。次年，徐州改称南徐州，广陵县随广陵郡属之。北齐天保三年(552)，南兖州归属北齐，并改名为东广州，广陵县随广陵郡属之。南陈太建六年(574)，东广州入南朝，复称南兖州。十一年，南兖州又入北朝，并改名吴州，置总管刺史。广陵县随广陵郡先后属之。
隋朝开皇三年(583)，存州废郡。九年，改吴州为扬州，置扬州总管府，广陵县属之。开皇十八年（598年），广陵县改称邗江县，大业元年，称江阳县。
唐朝武德二年(619)，农民起义军李子通部由海陵攻占江都，建吴国，以江都为国都，年号明政。吴国是历史上唯一建都于扬州市的农民政权。三年，李子通败走京口，江都郡改为兖州，江阳县并入江都县。